# Shirakawa (distrito de Ōno, Gifu)
Este artículo hace referencia a la villa de Shirakawa, en la prefectura de Gifu, Japón. No debe confundirse con el pueblo homónimo del distrito de Kamo, también en la prefectura de Gifu, ni con la ciudad de Shirakawa en la prefectura de Fukushima.
Shirakawa (白川村 Shirakawa-mura?) o Shirakata-go, es una villa localizada en la prefectura de Gifu, Japón. En octubre de 2019 tenía una población estimada de 1.520 habitantes y una densidad de población de 4,26 personas por km². Su área total es de 356,64 km². Es conocida por incluir dentro de ella Shirakawa-gō (白川郷), una pequeña villa en las que se encuentran casas del estilo tradicional gasshō-zukuri, que junto con Gokayama en Nanto, Toyama, fue declarada como Patrimonio de la Humanidad por la Unesco en 1995.
Las casas de esta aldea significan gasshō-zukuri (manos unidas en oración), por sus tejados verticales con protección al agua y nieve.

## Geografía
Shirakawa es un pueblo de montaña ubicado en el extremo norte de la prefectura de Gifu. El monte Hakusan es la elevación más alta con 2172 metros (7126 pies). El área del pueblo es 95.7% bosques montañosos, y son característicos sus lugares abruptos. Entre las montañas fluye el río Shō, que continúa hacia el norte hasta Nanto, Toyama. La tierra para la agricultura es escaso.
La aldea de Ogimachi, es la mayor de Shirakawa-gō.

### Localidades circundantes
- Prefectura de Gifu
  - Hida
  - Takayama
- Prefectura de Ishikawa
  - Hakusan
- Prefectura de Toyama
  - Nanto

### Clima
Shirakawa tiene un clima continental húmedo. Cuenta con cuatro estaciones distintas, siendo el invierno la más reconocida. Shirakawa es conocido como uno de los lugares más nevados de Japón. El promedio anual de nevadas supera los 10 metros, con bancos de nieve que superan los 2 metros de altura. Como consecuencia de las fuertes nevadas, se crearon casas gasshō-zukuri (合掌造り) con techos de paja característicamente gruesos.

## Demografía
Según los datos del censo japonés, esta es la población de Shirakawa en los últimos años.
| 1995  | 2000  | 2005  | 2010  | 2015  |
| ----- | ----- | ----- | ----- | ----- |
| 1.893 | 2.151 | 1.983 | 1.733 | 1.609 |

## Historia
El área alrededor de Shirakawa era parte de la provincia de Hida. Durante las reformas catastrales posteriores a la restauración Meiji, el área se organizó en el distrito de Ōno, Gifu. El pueblo de Shirakawa se formó el 1 de julio de 1897 con el establecimiento del sistema de municipios modernos.
Durante el periodo Edo, la región próspero por la producción de la materia prima para la fabricación de pólvora y la sericultura.
En 1957, el gobierno se vio obligado a desalojar varias casas gasshō-zukuri con motivo de la construcción de la presa de Miboro, y cuatro aldeas de Shirakawa-gō quedaron sumergidas en la represa. En 1971, se creó la Asociación para la Protección del Medio Ambiente de la Aldea Ogimachi de Shirakawa-gō.

## Economía
La economía local está fuertemente dominada por el turismo estacional. Debido a los ingresos de los turistas que vinieron a ver las aldeas gassho-zukuri, la situación financiera de la aldea mejoró mucho y el tráfico de turistas aumentó aún más una vez que la aldea se convirtió en un sitio de la UNESCO. Sin embargo, el creciente número de visitantes ha provocado daños en el área debido a la contaminación y a que los habitantes locales conviertan sus hogares en albergues, tiendas de regalos y estacionamientos, lo que a su vez ha puesto en peligro su estatus de Patrimonio Mundial. También crece el temor de que el cambio para atender a los turistas perjudique el encanto de la sencillez de la zona y el paisaje japonés fundamental.

## Educación
Shirakawa tiene una escuela primaria y secundaria pública combinada operada por el gobierno de la aldea.

## Arquitectura
Debido a sus condiciones geográficas, esta región permaneció aislada durante mucho tiempo. Como consecuencia de ello, allí se desarrolló un tipo específico de minka (casas de la gente), las llamadas gasshō-zukuri, caracterizadas por el uso de un tejado de dos aguas. Construidas como estructuras permanentes, estas casas tradicionales son sin embargo desmontables: sus distintos componentes permiten ser desarmados, recuperados y ensamblados de nuevo sin mayor dificultad.

## Transporte

### Ferrocarril
- El pueblo de Shirakawa no tiene ningún servicio ferroviario de pasajeros.

### Autopista
- Autopista E41 Tokai-Hokuriku
- Ruta Nacional 156
- Ruta Nacional 360

## Atracciones locales
- Paso Amau (天生峠, Amau tōge), famoso por sus colores otoñales. A 30 minutos a pie se encuentran los humedales de Kōsō, también famosos.
- Hakusan Rindō (ruta de senderismo).

- Santuario Shirakawa Hachiman, donde cada 14 y 15 de octubre se lleva a cabo el Festival Doburoku, famoso por su Nigorizake.
- Mirador Tenshukaku.[5]

## En la cultura popular
- En la serie de manga Detective Conan de Gosho Aoyama, el pueblo de Onizawa de los episodios 348-349 está modelado a partir de la vida real de Shirakawa.
- El número final de Uncanny X-Force Vol. 1 comienza con Wolverine visitando a Shirakawa.
- El pueblo de Minasato en la novela visual kemono Morenatsu (vacaciones de verano) se basa en gran medida en Shirakawa.
- En la novela visual y anime de Higurashi No Naku Koro Ni, la aldea donde ocurre la historia, Hinamizawa, está basada en Shirakawa-go. Varios lugares de la novela son reconocibles en esta villa.

## Homenajes
El asteroide (22470) Shirakawa-go fue nombrado en honor de esta villa.